# Coordonnée de réaction

Diagramme d'une réaction catalytique, indiquant les niveaux d'énergie en fonction de la coordonnée de réaction. Pour une réaction catalysée, l'énergie d'activation est inférieure.

En chimie, une coordonnée de réaction (ou coordonnée réactionnelle) est une coordonnée mono-dimensionnelle abstraite qui représente l'évolution d'un processus chimique le long d'un chemin de réaction. Cette coordonnée de réaction est usuellement un paramètre géométrique qui est modifié durant la conversion d'une ou plusieurs entités moléculaires ou autres objets chimiques.

## Application
Ces coordonnées peuvent parfois représenter un système réel de coordonnées (comme la longueur de liaison chimique, l'angle de liaison chimique, etc.), bien que, en particulier pour des réactions ou évolutions complexes, cela puisse s'avérer difficile (et des paramètres non géométriques peuvent être utilisées, comme l'ordre de liaison).
L'énergie libre est parfois tracée comme fonction de coordonnées de réaction afin de montrer sous forme schématique le profil d'énergie potentielle (une intersection de la surface d'énergie potentielle) associée à la réaction.
Dans le formalisme de la théorie de l'état de transition, la coordonnée de réaction est la coordonnée issue d'une base de coordonnées curvilignes obtenues à partir des coordonnées conventionnelles pour les réactifs qui, pour chaque étape de réaction, conduit doucement de la configuration des réactifs  à celle des produits en passant par l'état de transition. La coordonnée de réaction est typiquement choisie pour suivre le chemin le long du gradient (chemin de moindre ascension /descente maximale) de l'énergie potentielle des réactifs aux produits.
Ainsi par exemple, dans une dissociation homolytique de l'hydrogène moléculaire, le système de coordonnées adéquat est celui correspondant à la distance interatomique.